# Danh sách thí sinh tham gia America's Next Top Model
Dưới đây là danh sách tất cả các thí sinh của chương trình truyền hình thực tế Mỹ America's Next Top Model. Trong chương trình này, các thí sinh sẽ tranh tài với nhau để giành danh hiệu người mẫu đỉnh cao. Thành phần ban giám khảo gồm: siêu mẫu Tyra Banks và các thkjhdbhành viên khác tuỳ từng mùa thi. Người thắng cuộc có cơ hội sở hữu một hợp đồng với công ty quản lý người mẫu danh tiếng trên thế giới, chụp hình trang bìa và có các bài phỏng vấn độc quyền trên tạp chí, sở hữu một hợp đồng quảng cáo trị giá $1.000.000 với thương hiệu mỹ phẩm nổi tiếng. Lên sóng lần đầu năm 2003, đến nay chương trình đã có 14 mùa thi (13 mùa thi đã phát sóng, mùa thi 14 đang chuẩn bị ghi hình). Tổng số thí sinh tham gia đã lên tới 170, trong đó có 13 người đã xướng danh chiến thắng đoạt danh hiệu "Người mẫu đỉnh cao Mỹ".
Các thí sinh có thể nộp đơn đăng ký dự tuyển hoặc tham gia phỏng vấn trực tiếp, và cũng có nhiều hình thức tham gia khác. Đối với Saleisha Stowers (mùa 9) được tuyển chọn qua mạng Myspace, tương tự Analeigh Tipton (mùa 11)

## Danh sách
| Tên đầy đủ                   | Tuổi1 | Quê quán                   | Mùa thi | Hạng        |
| ---------------------------- | ----- | -------------------------- | ------- | ----------- |
| Tessa Carlson                | 19    | Chicago, IL                | Mùa 1   | 10          |
| Katie Cleary                 | 21    | Glenview, IL               | Mùa 1   | 9           |
| Nicole Panattoni             | 22    | Rancho Murrieta, CA        | Mùa 1   | 8           |
| Ebony Haith                  | 24    | Bronx, NY                  | Mùa 1   | 7           |
| Giselle Samson               | 18    | Corona, CA                 | Mùa 1   | 6           |
| Kesse Wallace                | 21    | Bắc Little Rock, AR        | Mùa 1   | 5           |
| Robynne "Robin" Manning      | 26    | Memphis, TN                | Mùa 1   | 4           |
| Elyse Sewell                 | 20    | Albuquerque, NM            | Mùa 1   | 3           |
| Shannon Stewart              | 18    | Franklin, OH               | Mùa 1   | 2           |
| Adrianne Curry               | 20    | Joliet, IL                 | Mùa 1   | 1           |
| Anna Bradfield               | 24    | LaGrange, GA               | Mùa 2   | 12          |
| Bethany Harrison             | 22    | Houston, TX                | Mùa 2   | 11          |
| Heather Blumberg             | 18    | Thung lũng Moreno, CA      | Mùa 2   | 10          |
| Jenascia Chakos              | 21    | Burien, WA                 | Mùa 2   | 9           |
| Xiomara Frans                | 25    | Morganville, NJ            | Mùa 2   | 8           |
| Catie Anderson               | 18    | Willmar, MN                | Mùa 2   | 7           |
| Sara Racey-Tabrizi           | 22    | Seattle, WA                | Mùa 2   | 6           |
| Camille McDonald             | 25    | Mamaroneck, NY             | Mùa 2   | 5           |
| April Wilkner                | 23    | Bãi biển Miami, FL         | Mùa 2   | 4           |
| Shandi Sullivan              | 21    | Thành phố Kansas, MO       | Mùa 2   | 3           |
| Mercedes Scelba-Shorte       | 21    | Valencia, CA               | Mùa 2   | 1           |
| Yoanna House                 | 23    | Jacksonville, FL           | Mùa 2   | 2           |
| Magdalena Rivas              | 24    | Worcester, MA              | Mùa 3   | 14          |
| Leah Darrow                  | 24    | Thành phố Oklahoma, OK     | Mùa 3   | 13          |
| Julie Titus                  | 20    | Kent, WA                   | Mùa 3   | 12          |
| Laura "Kristi" Grommet       | 20    | St. Louis, MO              | Mùa 3   | 11          |
| Jennipher Frost              | 22    | Pocatello, ID              | Mùa 3   | 10          |
| Kelle Jacob                  | 20    | Thành phố New York, NY     | Mùa 3   | 9           |
| Cassie Grisham               | 19    | Norman, OK                 | Mùa 3   | 8           |
| Toccara Jones                | 23    | Dayton, OH                 | Mùa 3   | 7           |
| Nicole Borud                 | 21    | Minot, ND                  | Mùa 3   | 6           |
| Norelle Van Herk             | 20    | Bãi biển Newport, CA       | Mùa 3   | 5           |
| Ann Markley                  | 21    | Erie, PA                   | Mùa 3   | 4           |
| Amanda Swafford              | 25    | Hendersonville, NC         | Mùa 3   | 3           |
| Camara "Yaya" Da Costa       | 21    | Harlem, NY                 | Mùa 3   | 2           |
| Eva Pigford                  | 20    | Los Angeles, CA            | Mùa 3   | 1           |
| Brita Petersons              | 25    | La Cañada, CA              | Mùa 4   | 14          |
| Sarah Dankleman              | 20    | Baltimore, MD              | Mùa 4   | 13          |
| Brandy Rusher                | 19    | Houston, TX                | Mùa 4   | 12          |
| Noelle Staggers              | 20    | Reno, NV                   | Mùa 4   | 11          |
| Lluviana "Lluvy" Gomez       | 21    | Modesto, CA                | Mùa 4   | 10          |
| Tiffany Richardson           | 21    | Miami, FL                  | Mùa 4   | 9-8         |
| Rebecca Epley                | 22    | Stillwater, MN             | Mùa 4   | 9-8         |
| Tatiana Dante                | 18    | Maui, HI                   | Mùa 4   | 7           |
| Michelle Deighton            | 18    | Terre Haute, IN            | Mùa 4   | 6           |
| Christina Murphy             | 24    | Tallahassee, FL            | Mùa 4   | 5           |
| Brittany Brower              | 22    | Tallahassee, FL            | Mùa 4   | 4           |
| Keenyah Hill                 | 18    | Compton, CA                | Mùa 4   | 3           |
| Kahlen Rondot                | 21    | Broken Arrow, OK           | Mùa 4   | 2           |
| Naima Mora                   | 20    | Detroit, MI                | Mùa 4   | 1           |
| Ashley Black                 | 22    | Fort Lauderdale, FL        | Mùa 5   | 13          |
| Ebony Taylor                 | 18    | Sylmar, CA                 | Mùa 5   | 12          |
| Cassandra Whitehead          | 19    | Houston, TX                | Mùa 5   | 11 (bỏ thi) |
| Sarah Rhoades                | 18    | Boonville, MO              | Mùa 5   | 10          |
| Diane Hernández              | 23    | Orlando, FL                | Mùa 5   | 9           |
| Coryn Woitel                 | 19    | Minneapolis, MN            | Mùa 5   | 8           |
| Kyle Kavanagh                | 19    | Dexter, MI                 | Mùa 5   | 7           |
| Lisa D'Amato                 | 24    | Los Angeles, CA            | Mùa 5   | 6           |
| Kim Stozl                    | 21    | Thành phố New York, NY     | Mùa 5   | 5           |
| Jayla Rubinelli              | 20    | Tucson, AZ                 | Mùa 5   | 4           |
| Bre Scullark                 | 20    | Harlem, NY                 | Mùa 5   | 3           |
| Erika "Nik" Pace             | 21    | Atlanta, GA                | Mùa 5   | 2           |
| Nicole Linkletter            | 19    | Grand Forks, ND            | Mùa 5   | 1           |
| Katherine "Kathy" Hoxit      | 20    | Brevard, NC                | Mùa 6   | 13          |
| Wendy Wiltz                  | 22    | New Orleans, LA            | Mùa 6   | 12          |
| Kari Schmidt                 | 18    | Brookings, SD              | Mùa 6   | 11          |
| Gina Choe                    | 21    | Odessa, FL                 | Mùa 6   | 10          |
| Mollie Sue Steenis-Gondi     | 25    | Tampa, FL                  | Mùa 6   | 9           |
| Alejandra "Leslie" Mancia    | 18    | Higley, AZ                 | Mùa 6   | 8           |
| Brooke Staricha              | 21    | Corpus Christi, TX         | Mùa 6   | 7           |
| Nnenna Agba                  | 24    | Houston, TX                | Mùa 6   | 6           |
| Furonda Brasfield            | 24    | Stuttgart, AR              | Mùa 6   | 5           |
| Sara Albert                  | 22    | Davis, CA                  | Mùa 6   | 4           |
| Jade Cole                    | 26    | Thành phố New York, NY     | Mùa 6   | 3           |
| Joanie Dodds                 | 24    | Beaver Falls, PA           | Mùa 6   | 2           |
| Danielle Evans               | 20    | Little Rock, AR            | Mùa 6   | 1           |
| Christian Evans              | 19    | Columbia, SC               | Mùa 7   | 13          |
| Megan Morris                 | 22    | San Francisco, CA          | Mùa 7   | 12          |
| Monique Calhoun              | 19    | Chicago, IL                | Mùa 7   | 11          |
| Megg Morales                 | 18    | Los Angeles, CA            | Mùa 7   | 10          |
| A.J Stewart                  | 20    | Sacramento, CA             | Mùa 7   | 9           |
| Brooke Miller                | 18    | Keller, TX                 | Mùa 7   | 8           |
| Anchal Joseph                | 19    | Homestead, FL              | Mùa 7   | 7           |
| Jaeda Young                  | 18    | Parkersburg, IA            | Mùa 7   | 6           |
| Michelle Babin               | 18    | Anaheim, CA                | Mùa 7   | 5           |
| Amanda Babin                 | 18    | Anaheim, CA                | Mùa 7   | 4           |
| Eugena Washington            | 21    | Palmdale, CA               | Mùa 7   | 3           |
| Melrose Bickerstaff          | 23    | San Francisco, CA          | Mùa 7   | 2           |
| CariDee English              | 21    | Fargo, ND                  | Mùa 7   | 1           |
| Kathleen DuJour              | 20    | Brooklyn, NY               | Mùa 8   | 13          |
| Samantha Francis             | 19    | Pinson, AL                 | Mùa 8   | 12          |
| Cassandra Watson             | 24    | Seattle, WA                | Mùa 8   | 11          |
| Felicia Provost              | 19    | Houston, TX                | Mùa 8   | 10          |
| Diana Zalewski               | 21    | Garfield, NJ               | Mùa 8   | 9           |
| Sarah VonderHaar             | 20    | Hồ Zurich, IL              | Mùa 8   | 8           |
| Whitney Cunningham           | 21    | Bãi biển West Palm, FL     | Mùa 8   | 7           |
| Jael Strauss                 | 22    | Detroit, MI                | Mùa 8   | 6           |
| Brittany Hatch               | 21    | Savannah, GA               | Mùa 8   | 5           |
| Dionne Walters               | 20    | Montgomery, AL             | Mùa 8   | 4           |
| Renee Alway                  | 20    | Maui, HI                   | Mùa 8   | 3           |
| Natasha Galkina              | 21    | Dallas, TX                 | Mùa 8   | 2           |
| Jaslene Gonzalez             | 20    | Chicago, IL                | Mùa 8   | 1           |
| Lyudmila "Mila" Bouzinova    | 20    | Boston, MA                 | Mùa 9   | 13          |
| Kimberly Leemans             | 20    | Ocala, FL                  | Mùa 9   | 12          |
| Victoria Marshman            | 20    | New Haven, CT              | Mùa 9   | 11          |
| Janet Mills                  | 22    | Bainbridge, GA             | Mùa 9   | 10          |
| Ebony Morgan                 | 20    | Chicago, IL                | Mùa 9   | 9 (bỏ thi)  |
| Sarah Hartshorne             | 20    | Heath, MA                  | Mùa 9   | 8           |
| Ambreal Williams             | 19    | Dallas, TX                 | Mùa 9   | 7           |
| Lisa Jackson                 | 20    | Thành phố Jersey, NJ       | Mùa 9   | 6           |
| Heather Kuzmich              | 21    | Valparaiso, IN             | Mùa 9   | 5           |
| Bianca Golden                | 18    | Queens, NY                 | Mùa 9   | 4           |
| Jenah Doucette               | 18    | Farmington, CT             | Mùa 9   | 3           |
| Heather "Chantal" Jones      | 19    | Austin, TX                 | Mùa 9   | 2           |
| Saleisha Stowers             | 21    | Los Angeles, CA            | Mùa 9   | 1           |
| Kimberly Rydzewski           | 20    | Worcester, MA              | Mùa 10  | 14 (bỏ thi) |
| Atalya Slater                | 18    | Brooklyn, NY               | Mùa 10  | 13          |
| Allison Kuehn                | 19    | Waunakee, WI               | Mùa 10  | 12          |
| Amy "Amis" Jenkins           | 20    | Bartlesville, OK           | Mùa 10  | 11          |
| Marvita Washington           | 23    | San Francisco, CA          | Mùa 10  | 10          |
| Aimee Wright                 | 18    | Spanaway, WA               | Mùa 10  | 9           |
| Claire-Aimee "Claire" Unabia | 24    | Thành phố New York, NY     | Mùa 10  | 8           |
| Stacy-Ann Fequiere           | 22    | Miami, FL                  | Mùa 10  | 7           |
| Lauren Utter                 | 22    | Brooklyn, NY               | Mùa 10  | 6           |
| Katarzyna Dolinska           | 22    | Roslyn, NY                 | Mùa 10  | 5           |
| Dominique Reighard           | 23    | Columbus, OH               | Mùa 10  | 4           |
| Fatima Siad                  | 22    | Boston, MA                 | Mùa 10  | 3           |
| Anna "Anya" Kop              | 19    | Honolulu, HI               | Mùa 10  | 2           |
| Whitney Thompson             | 20    | Bãi biển Atlantic, FL      | Mùa 10  | 1           |
| Brittney "ShaRaun" Brown     | 18    | Chicago, IL                | Mùa 11  | 14          |
| Nikeysha Clarke              | 19    | Bronx, NY                  | Mùa 11  | 13          |
| Brittany Rubalcaba           | 19    | Henderson, NV              | Mùa 11  | 12          |
| Hannah White                 | 19    | Fairbanks, AK              | Mùa 11  | 11          |
| Isis King                    | 22    | Prince George's County, MD | Mùa 11  | 10          |
| Clark Gilmer                 | 19    | Đảo Pawleys, SC            | Mùa 11  | 9           |
| Lauren Brie Harding          | 20    | Charlottesville, VA        | Mùa 11  | 8           |
| Joslyn Pennywell             | 23    | Lucky, LA                  | Mùa 11  | 7           |
| Sheena Satana                | 21    | Honolulu, HI               | Mùa 11  | 6           |
| Elina Ivanova                | 19    | Seattle, WA                | Mùa 11  | 5           |
| Marjorie Conrad              | 19    | San Francisco, CA          | Mùa 11  | 4           |
| Analeigh Tipton              | 19    | Sacramento, CA             | Mùa 11  | 3           |
| Samantha Potter              | 18    | Woodland Hills, CA         | Mùa 11  | 2           |
| Brittany "McKey" Sullivan    | 19    | Lake Forest, IL            | Mùa 11  | 1           |
| Kelly Marie "Isabella" Falk  | 19    | Barboursville, VA          | Mt 12   | 13          |
| Jessica Santiago             | 18    | Bradenton, FL              | Mt 12   | 12          |
| Nijah Harris                 | 18    | Rancho Cucamonga, CA       | Mt 12   | 11          |
| Kortnie Coles                | 24    | Houston, TX                | Mt 12   | 10          |
| Sandra Nyanchoka             | 19    | Rockville, MD              | Mt 12   | 9           |
| Tahlia Brookins              | 18    | Phoenix, AZ                | Mt 12   | 8           |
| Lauren "London" Levi         | 18    | Arlington, TX              | Mt 12   | 7           |
| Natalie Pack                 | 19    | Palos Verdes, CA           | Mt 12   | 6           |
| Felicia "Fo" Porter          | 19    | Albuquerque, NM            | Mt 12   | 5           |
| Celia Ammerman               | 25    | Cynthiana, KY              | Mt 12   | 4           |
| Aminat Ayinde                | 21    | Union, NJ                  | Mt 12   | 3           |
| Allison Harvard              | 20    | New Orleans, LA            | Mt 12   | Về nhì      |
| Teyona Anderson              | 20    | Woodstown, NJ              | Mt 12   | C.thắng     |
| Amber DePace                 | 19    | Carlsbad, California       | Mt 13   | 15 (bỏ thi) |
| Lisa Ramos                   | 19    | Queens, New York           | Mt 13   | 14          |
| Rachel Echelberger           | 18    | Woodland, California       | Mt 13   | 13          |
| Courtney Davies              | 22    | Plantation, Florida        | Mt 13   | 12          |
| Lulu Braithwaite             | 19    | Brooklyn, New York         | Mt 13   | 11          |
| Bianca Richardson            | 21    | Columbia, Nam Carolina     | Mt 13   | 10          |
| Ashley Howard                | 22    | Chicago, Illinois          | Mt 13   | 9           |
| Kara Vincent                 | 19    | Fort Wayne, Indiana        | Mt 13   | 8           |
| Ashley "Rae" Weisz           | 21    | Rochester, Minnesota       | Mt 13   | 7           |
| Brittany Markert             | 21    | Livermore, California      | Mt 13   | 6           |
| Sundai Love                  | 18    | Bakersfield, California    | Mt 13   | 5           |
| Erin Wagner                  | 18    | Kenosha, Wisconsin         | Mt 13   | 4-3         |
| Jennifer An                  | 23    | Philadelphia, Pennsylvania | Mt 13   | 4-3         |
| Laura Kirkpatrick            | 19    | Stanford, Kentucky         | Mt 13   | Về nhì      |
| Nicole Fox                   | 18    | Louisville, Colorado       | Mt 13   | C.thắng     |

Laura James
Laura LaFrate